# Chadwicks
Chadwicks – jednostka osadnicza w Stanach Zjednoczonych, w stanie Nowy Jork, w hrabstwie Oneida.